# Fajsz (miejscowość)
Fajsz – wieś i gmina w południowej części Węgier, w pobliżu miasta Kalocsa.
Miejscowość leży na obszarze Wielkiej Niziny Węgierskiej, w komitacie Bács-Kiskun, w powiecie Kalocsa. Gmina liczy 1759 mieszkańców (2009) i zajmuje obszar 31,99 km².